# Mms
Mms (eller MMS, efter engelskans Multimedia Messaging Service), är en vidareutveckling av SMS. Skillnaden är att med mms kan man inte bara skicka textmeddelanden utan även multimediemeddelanden mellan mobiltelefoner. Multimediameddelanden är exempelvis digitala fotografier, musik, text och videosekvenser, och man måste ha ett Internetabonnemang för att utnyttja denna multimediala meddelandeservice, mms. Standardiseringen är till största del gjord av 3GPP, 3GPP2 och Open Mobile Alliance (OMA).
En modernare ersättare till MMS är  RCS.

## Funktion
Mms har två olika leveranssätt, omedelbar och fördröjd.
- Omedelbar leverans: När mms-klienten på telefonen mottar en rapport om ett inkommande mms, tar den genast emot mms:et från Multimedia Messaging Service Center (MMSC) som skickat rapporten. Efter detta meddelas abonnenten att denne fått ett mms.

- Fördröjd leverans: mms-klienten meddelar abonnenten om att ett mms-meddelande är tillgängligt och tillåter användaren att själv välja när denne vill ta emot sitt mms.

Ett mms-meddelande skickas som ett enda paket där de olika delarna är synkroniserade med hjälp av SMIL (synchronized multimedia integration language) som är baserat på XML. Jämfört med SMS klarar mms mycket större meddelanden. Stora mms-meddelanden kräver tredje generationens mobilsystem (3G), men mindre meddelanden fungerar även i andra generationens mobilsystem GPRS.